# Korea Południowa
Korea Południowa (kor. 한국, hancha 韓國, trb. Hanguk), właściwie Republika Korei (kor. 대한민국, hancha 大韓民國, trb. Daehan-minguk) (wysłuchaj oryginalnej wymowy) – państwo w Azji Wschodniej, w południowej części Półwyspu Koreańskiego utworzone po II wojnie światowej na terenach zajętych przez United States Armed Forces.

## Geografia

### Ukształtowanie powierzchni
Korea Południowa jest krajem górzysto-wyżynnym. We wschodniej części, wzdłuż wybrzeża Morza Wschodniego (Morze Japońskie), ciągną się Góry Wschodniokoreańskie, zbudowane z prekambryjskich skał metamorficznych (głównie łupki) i granitów, rozcięte dolinami rzek na kilka pasm górskich: Góry Diamentowe (Sorak-san, 1708 m) na granicy z Koreą Północną oraz Gyeongsang i Sobaek (Cziri-san, 1915 m), rozdzielone niziną rzeki Naktong-gang. W zachodniej części aluwialna nizina nad Morzem Żółtym z izolowanymi wzniesieniami o wysokości 700–800 m. Wybrzeże Morza Wschodniego (Morze Japońskie) wyrównane, Morza Żółtego – riasowe z licznymi zatokami, półwyspami i przybrzeżnymi wyspami, największa Czedżu (wysokość do 1950 m – wulkan Halla-san, najwyższy szczyt kraju) w Cieśninie Koreańskiej.

### Klimat
Klimat jest monsunowy, w północnej i środkowej części umiarkowany ciepły, w południowej – podzwrotnikowy. Średnia temperatura w styczniu od –4 °C na północy do 2–4 °C na południu, w lipcu odpowiednio od 21 °C do 25–27 °C. Średnia roczna suma opadów od 1000 mm na nizinach do 1500 mm w górach. Pora opadowa czerwiec–wrzesień (ciepły, wilgotny monsun znad Oceanu Spokojnego). Późnym latem do wybrzeży Korei Południowej docierają tajfuny.

### Rzeki
Gęsta sieć krótkich, górskich rzek, wykorzystanych głównie do nawadniania. Główne rzeki: Naktong-gang (długość 512 km) uchodzi do Cieśniny Koreańskiej, Han-gang (długość 488 km) – do Morza Żółtego. Na rzekach występują progi i wodospady.

### Flora, ochrona przyrody, gleby
Lasy zajmują 66% powierzchni kraju. Na północy lasy zrzucające liście na zimę, z dębami, lipą amurską, klonami i sosną, na południu lasy zimozielone z wiecznie zielonymi dębami, kameliami i podszyciem z bambusów. Wysoko w górach tajga jodłowa.
W północnej części kraju przeważają gleby brunatne i płowe, na południu – żółtoziemy.
Kraj posiada około 20 parków narodowych, najwięcej w Górach Wschodniokoreańskich, m.in. znany Park Narodowy Sorak-san (powierzchnia 373 km²).

## Historia

### Okres przed 1948 rokiem, podział kraju i wojna koreańska
Do 1905 roku na Półwyspie Koreańskim istniało Cesarstwo Koreańskie. Wtedy to, po zwycięstwie w wojnie rosyjsko-japońskiej, aneksji terytorium Korei dokonała Japonia. Po kapitulacji Japonii w 1945 roku Półwysep Koreański został podzielony przez Związek Radziecki i Stany Zjednoczone na dwie strefy wpływów, oddzielone granicą wzdłuż 38. równoleżnika. Z tego względu kluczową rolę w ustabilizowaniu sytuacji na północ od 38. równoleżnika odegrał właśnie Związek Radziecki.
Na południu władzę objął rząd proamerykańskiego Li Syng Mana. 20 lipca 1948 roku Li został wybrany przez tamtejsze Zgromadzenie Narodowe na prezydenta Korei Południowej. Politycy z północnej części kraju odmówili udziału w zorganizowanych przez ONZ wyborach z 1948 roku, mających wyłonić władze całej Korei. W 1948 na wyspie Czedżu wybuchło zbrojne powstanie, a sytuacja w kraju stawała się coraz bardziej niestabilna. Li rozpoczął próbę stabilizacji kraju drogą likwidacji opozycji względem jego rządów – do więzień trafiło ponad 30 tys. domniemanych komunistów i około 300 tys. podejrzanych o sympatyzowanie z komunistami lub jakimikolwiek grupami opozycyjnymi.
Destabilizacja Południa i coraz większa chęć zjednoczenia kraju przez Koreę Północną doprowadziły w 1950 roku do inwazji wojsk północnokoreańskich na tereny Południa. Oddziały Północy szybko pokonały szereg oddziałów Południa i zdobyły Seul. Rząd Południa zwrócił się z pomocą do ONZ, które zgodziło się wysłać do Korei oddziały wojskowe (głównie amerykańskie), które wsparły siły południowe w walce z Północą. Interwencja oddziałów ONZ nie przyniosła spodziewanych rezultatów na skutek włączenia się do wojny Chin, które wsparły komunistów koreańskich. Rozejm został podpisany w 1953 roku przez przedstawicieli Korei Północnej, Chin Ludowych oraz ONZ. Nieobecność i brak podpisu przedstawiciela Korei Południowej stanowiły przez długie lata pretekst dla KRLD do odmowy rozpoczęcia rozmów pokojowych z Południem, które dla Koreańczyków z Północy nie było stroną konfliktu.

### Okres dyktatury wojskowej
W 1953 Korea Południowa zawarła ze Stanami Zjednoczonymi układ o wzajemnej obronie, na którego mocy na jej terytorium do dziś stacjonują wojska amerykańskie. Po wycofaniu się wojsk północnokoreańskich z terenów Południa doszło do czystek skierowanych w domniemanych komunistów (według komisji rządu Południa zabitych zostało co najmniej 100 tys. ludzi, lecz tamtejsze organizacje cywilne utrzymują, że liczba zabitych mogła wynosić nawet 1,2 mln ofiar). Władza w powojennym kraju w dalszej mierze należała do Li Syng Mana. W 1960 roku doszło do masowych protestów studenckich przeciwko jego rządom, które coraz większej liczbie obywateli kojarzyły się z korupcją i brutalnymi metodami rządów. Protesty zmusiły Li do rezygnacji z urzędu.
16 maja 1961 roku armia dokonała zamachu stanu, a na czele nowych władz wojskowych stanął generał Park Chung-hee. W 1963 objął on stanowisko prezydenta i na następnych 16 lat wprowadził ścisłą juntę wojskową, która limitowała prawa i wolności obywatelskie oraz dławiła ruchy opozycyjne. Rządzona przez juntę Korea Południowa była jednym z najbliższych sojuszników Stanów Zjednoczonych w Azji. Od 1965 wojska południowokoreańskie walczyły po stronie Stanów Zjednoczonych w wojnie wietnamskiej. W 1974 roku wybuchły kolejne protesty antyrządowe, które trwały aż do chwili, gdy 26 października 1979 Park Chung-hee został zastrzelony przez szefa służb specjalnych. Po zamachu nowym prezydentem został Choi Kyu-ha, który z czasem rozpoczął liberalizację reżimu – uwolnił więźniów politycznych oraz zapowiedział serię reform instytucjonalnych. Za prezydentury Choia nasiliły się protesty społeczne (zwłaszcza studenckie). W mieście Kwangju w 1980 wybuchło powstanie antyrządowe, które stłumiło wojsko (masakra w Kwangju). W ciągu 9 dniowych walk zginęło od 200 do 2 tys. osób, a ok. 1000 odniosło rany. Niepanujący nad sytuacją prezydent 16 sierpnia 1980 podał się do dymisji.
Skompromitowanego Choia zastąpił szef wywiadu wojskowego generał Chun Doo-hwan, który 27 sierpnia 1980 objął urząd prezydenta i sprawował władzę dyktatorską przez 7 lat. W okresie jego rządów doszło do wzmożonego rozwoju gospodarczego. W czerwcu 1987, Chun oznajmił, że sam wyznaczy następnego prezydenta. Decyzja ta wywołała lawinę protestów społecznych w całym kraju. W Seulu studenci toczyli regularne bitwy z policją. W obliczu masowych demonstracji społecznych prezydent zmienił zdanie, godząc się na przeprowadzenie wyborów prezydenckich. Wybory wygrał generał Roh Tae-woo. Nowy prezydent zainicjował proces pojednania narodowego. Udało mu się pozyskać do współpracy jednego z liderów opozycji Kim Young-sama. W 1988 roku weszła w życie demokratyczna konstytucja i odbyły się demokratyczne wybory do parlamentu. Zmianom uległa też polityka zagraniczna Korei Południowej, z którą w 1990 roku stosunki dyplomatyczne nawiązały państwa Układu Warszawskiego (w tym ZSRR), a dwa lata później ChRL.
W 1990 partia rządowa i ugrupowanie Kim Young-sama połączyły się i utworzyły Partię Liberalno-Demokratyczną. Kim Young-sam został kandydatem tej partii i zwyciężył w wyborach prezydenckich 18 grudnia 1992, stając się pierwszym od 30 lat cywilnym prezydentem kraju.

### Współcześnie
W 1997 roku doszło do poważnego kryzysu gospodarczego. 18 grudnia 1997 w wyborach prezydenckich zwyciężył kandydat Narodowego Kongresu na rzecz Nowej Polityki – Kim Dae-jung. Ogłosił on pomoc materialną dla Korei Północnej i rozpoczął próby pojednania i nawiązania współpracy gospodarczej i politycznej. W 2000 doszło do spotkania północnokoreańskiego przywódcy Kim Dzong Ila i prezydenta Kim Dae-junga, które było odebrane jako zapowiedź zjednoczenia w przyszłości obu krajów. Kim Dae-jung za swoje wysiłki w budowę pokoju między oboma krajami otrzymał Pokojową Nagrodę Nobla w 2000 roku. Ta tzw. słoneczna polityka była podstawą rządów jego i jego następcy (od 2002) Roh Moo-hyuna, po czym została zarzucona przez kolejnego prezydenta, konserwatystę Lee Myung-baka. Obecnie słoneczna polityka poddawana jest krytyce jako osłabiająca antykomunizm młodzieży południowokoreańskiej i podtrzymująca system komunistyczny w Północnej Korei oraz umożliwiająca funkcjonowanie tamtejszych programów zbrojeniowych.
12 marca 2004 roku Zgromadzenie Narodowe głosowało za dymisją prezydenta Roh Moo-hyuna w związku z jego powiązaniami korupcyjnymi. Popierająca prezydenta partia Uri zbojkotowała głosowanie, dzięki czemu pozostał on przy władzy. Decyzja partii Uri miała znaczący wpływ na wynik wyborów parlamentarnych, które odbyły się 14 kwietnia 2004. Wygrała partia Uri zdobywając 152 z 299 miejsc w parlamencie, dzięki czemu pierwszy raz od 18 lat jakakolwiek partia w Korei zdobyła większość w parlamencie.
Władze obu państw bardzo poważnie podchodzą do kwestii zjednoczenia. Szereg rozmów na temat zjednoczenia obu państw koreańskich miał już miejsce, żadna z nich nie przyniosła rozwiązania, głównie ze względu na różnice ideologiczne i polityczne. W świadomości Koreańczyków jednakże nie ginie myśl o kulturowej i narodowej bliskości obu państw, a wiele rodzin podzielonych jest sztuczną granicą. Od czasu formalnego zakończenia wojny koreańskiej w 1953 obie Koree nie podpisały traktatu pokojowego, a więc oficjalnie są jeszcze w stanie wojny. Przeszkodą w ponownym zjednoczeniu może być także strach samych Koreańczyków przed potencjalnymi problemami jakie mogą z tego wyniknąć. Obie Koree rozwijają się niezależnie, toteż ich gospodarki znajdują się na różnym poziomie.

## Polityka

### Ustrój polityczny
Korea Południowa jest republiką. Konstytucja państwa została uchwalona w 1988 roku. Władza ustawodawcza należy do Zgromadzenia Narodowego. Głową państwa jest prezydent, wybierany w wyborach powszechnych. Władzę wykonawczą sprawuje rząd na czele z premierem powoływanym przez prezydenta.

### System partyjny i związkowy
W Korei Południowej funkcjonuje system wielopartyjny, największe wpływy mają: Partia Władzy Ludowej – 108 miejsc w parlamencie, Partia Demokratyczna – 170 miejsc oraz Partia Odbudowy Korei – 12 miejsc.

## Podział administracyjny

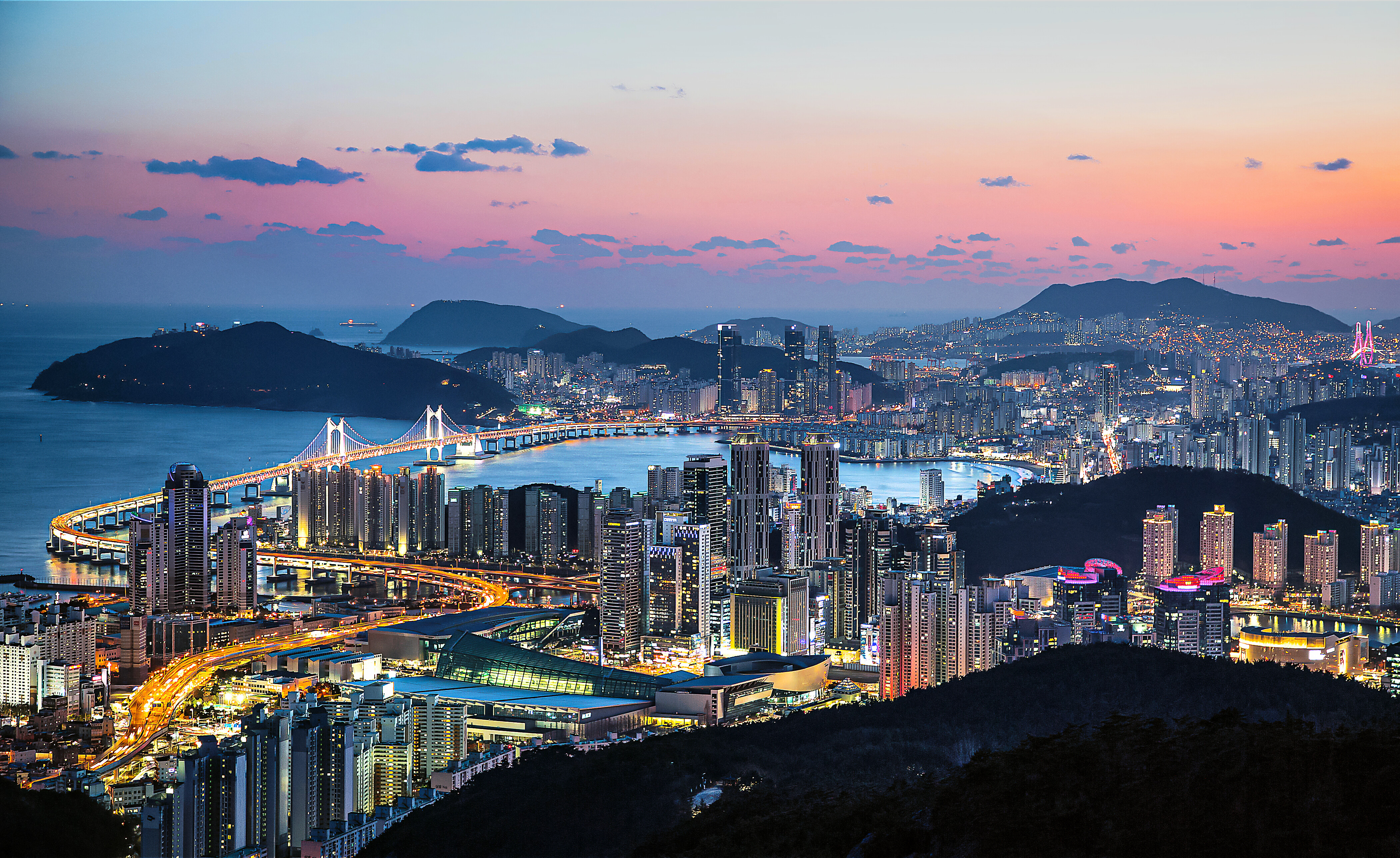
Widok na Pusan

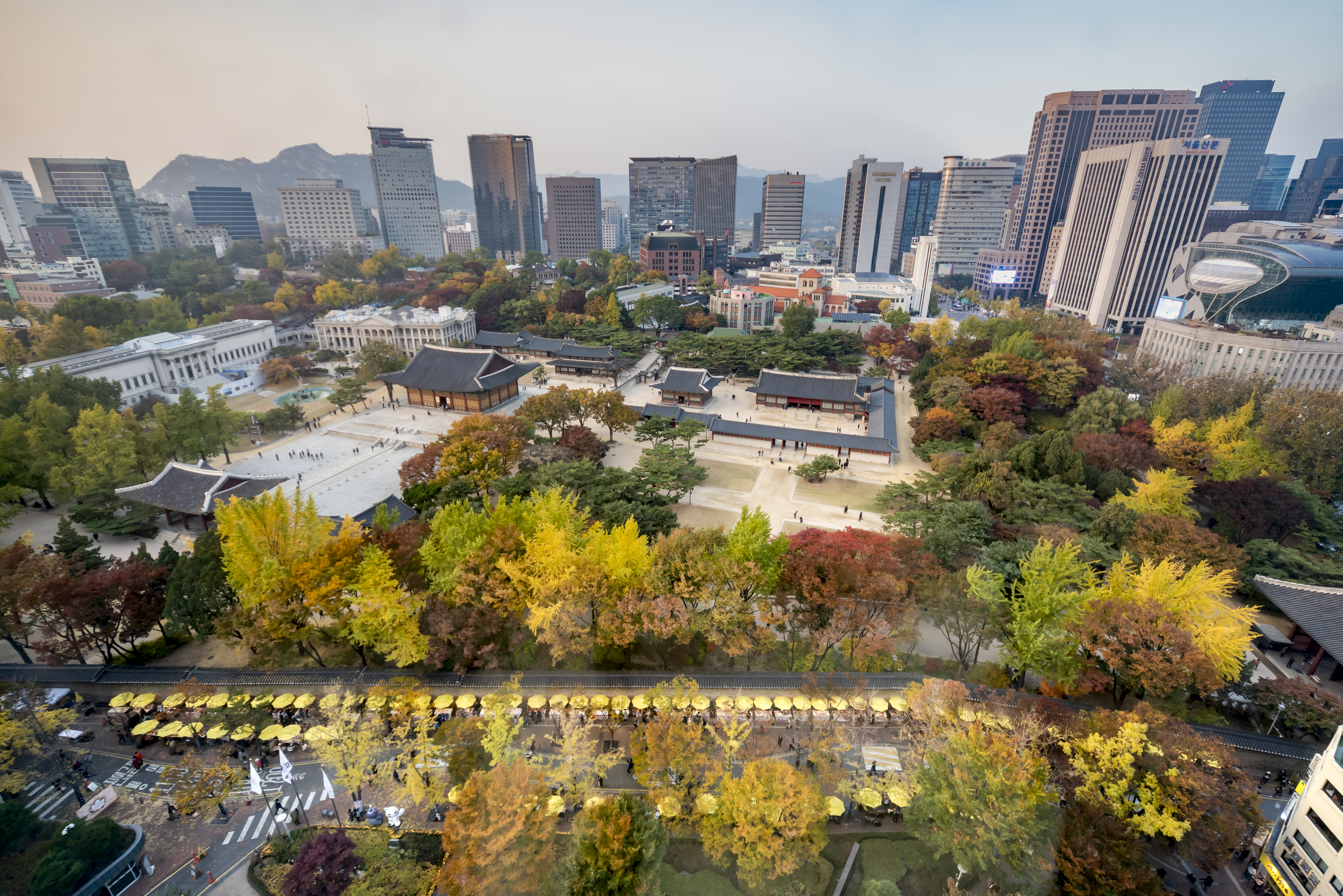
Seul

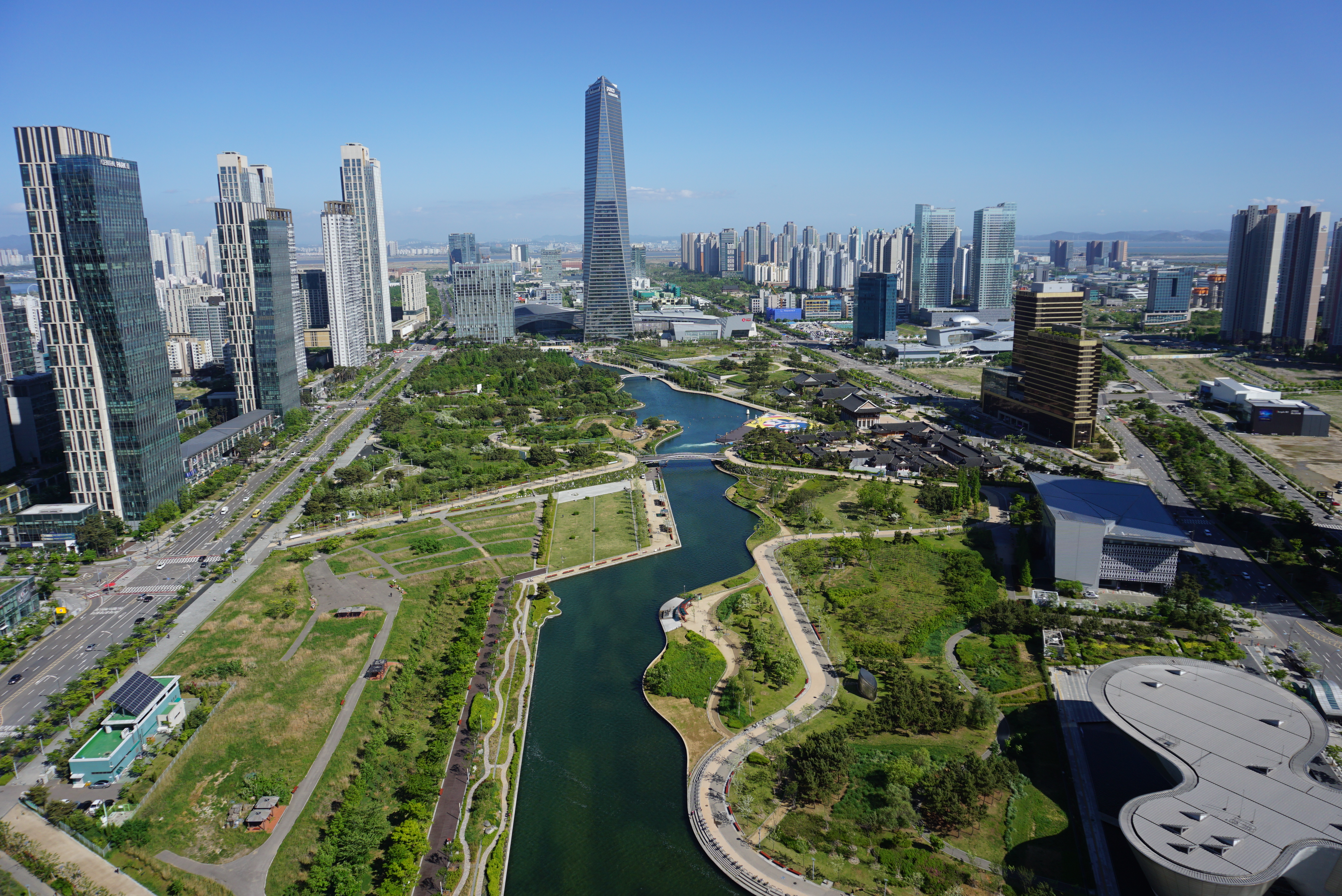
Inczon

Prowincje:
- Chungcheongbuk-do
- Chungcheongnam-do
- Gangwon-do
- Gyeonggi
- Gyeongsangbuk-do
- Gyeongsangnam-do
- Jeju-do
- Jeollabuk-do
- Jeollanam-do

Miasto specjalne:
- Seul

Specjalne miasto autonomiczne:
- Sedżong

Metropolie:
- Pusan
- Inczon
- Daegu
- Ulsan
- Daejeon
- Gwangju

## Ludność
Populacja w 2020 roku wyniosła 51 780 579 ludzi, liczba ludności wg spisu powszechnego ludności i mieszkań z roku 2018 -  49 977 951. Liczba mieszkańców w 2005 roku wynosiła 48 422 000.

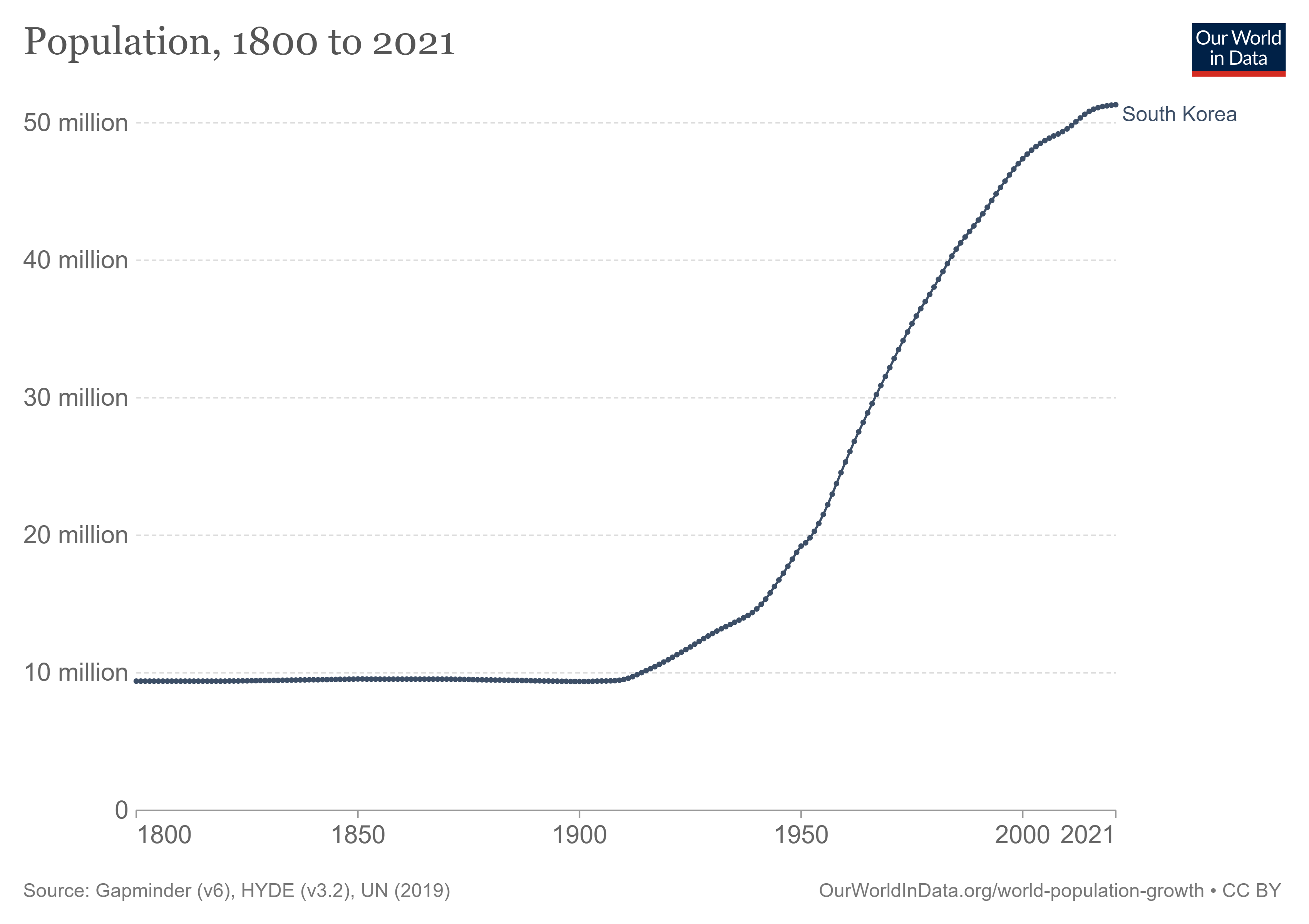
Ludność Korei Południowej w latach 1800–2021

Średnia gęstość zaludnienia: 490 osób/km² (2005). Większość ludności skupia się na wybrzeżu Morza Żółtego i Cieśniny Koreańskiej. Żywiołowy rozwój miast, spowodowany wysokim tempem uprzemysłowienia i masową migracją ze wsi. W 1949 w miastach mieszkało 20% ludności, a w 1991 – 75%. Największe miasta: Seul (10,3 mln mieszkańców), Pusan (3,7 mln), Inczon (3,0 mln), Daegu (2,5 mln), Ulsan (2 mln), Daejeon (1,5 mln) i Gwangju (1,5 mln).

### Struktura etniczna
Kraj jednolity narodowościowo – 99,9% ogółu ludności stanowią Koreańczycy, o zróżnicowanej strukturze wyznaniowej. Od początków XXI w. starzenie społeczeństwa spowodowane spadającym przyrostem naturalnym, w tym związanym z nierównowagą pomiędzy liczbą kobiet i mężczyzn w wieku rozrodczym (na niekorzyść kobiet), spowodowało, że pierwsi Koreańczycy zaczęli decydować się na związki z przedstawicielkami innych narodów wschodnioazjatyckich (Chinkami, Wietnamkami, Khmerkami) – w 2005 r. mieszane związki stanowiły ok. 1/7 wszystkich par. Równocześnie od uzyskania niepodległości dyskurs publiczny podkreślał wyjątkowość koreańskiej kultury i znaczenie czystości rasowej, co skutkowało m.in. dyskryminacją dzieci z mieszanych małżeństw. Począwszy od 2005 r. w kraju prowadzona za pomocą rządowych programów była kampania wskazująca na możliwość udanej asymilacji cudzoziemców. Działania podjęte z inicjatywy lewicowego prezydenta Roh Moo-hyuna kontynuował konserwatywny Lee Myung-bak. W 2009 r. ministerstwo sprawiedliwości Korei ogłosiło Koreański program imigracji i integracji, w efekcie którego w 2016 r. w Korei Południowej żyło 2 mln cudzoziemców (0,5 mln w 2006 r.).

### Przyrost naturalny
Przyrost naturalny, wysoki w latach 60. (do 2,6%) i 70., wykazywał tendencję spadkową, w latach 1985–1991 wynosił średnio 1% rocznie, a w 2004 0,62%. 20,4% społeczeństwa miało poniżej 15 lat.

### Rynek pracy
Szybkie zmiany w strukturze zatrudnienia ludności. W latach 1980–1990 ponad dwukrotny spadek zatrudnienia w rolnictwie (z 35% ludności zawodowo czynnej do 16%), wzrost zatrudnienia w przemyśle i budownictwie (z 26 do 35%) oraz usługach (z około 32 do 47%). Obecnie w rolnictwie pracuje już tylko 8,6% ludności zawodowo czynnej, a w przemyśle 19,1%. Niski poziom bezrobocia (3,4% zawodowo nieczynnych, 2004).

### Religia
Struktura religijna według Spisu Powszechnego w 2015 roku:
- brak religii – 56,9%,
- protestantyzm – 19,7% (głównie kalwini, zielonoświątkowcy, metodyści, ruch uświęceniowy i baptyści),
- buddyzm – 15,5%,
- katolicyzm – 7,9%,
- inne religie – 0,8%.

## Gospodarka

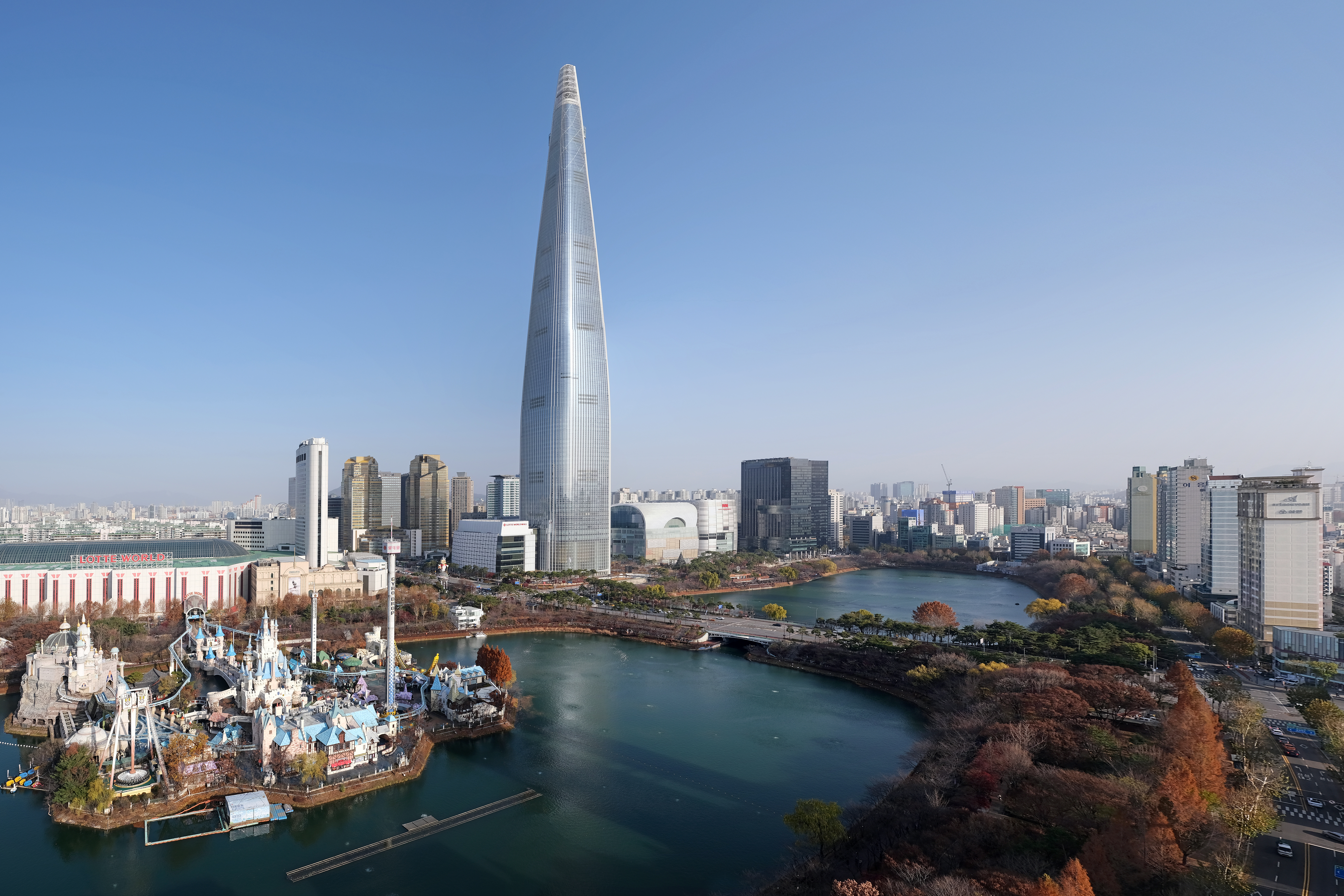
Seul – stolica Korei Południowej i główne centrum gospodarcze państwa

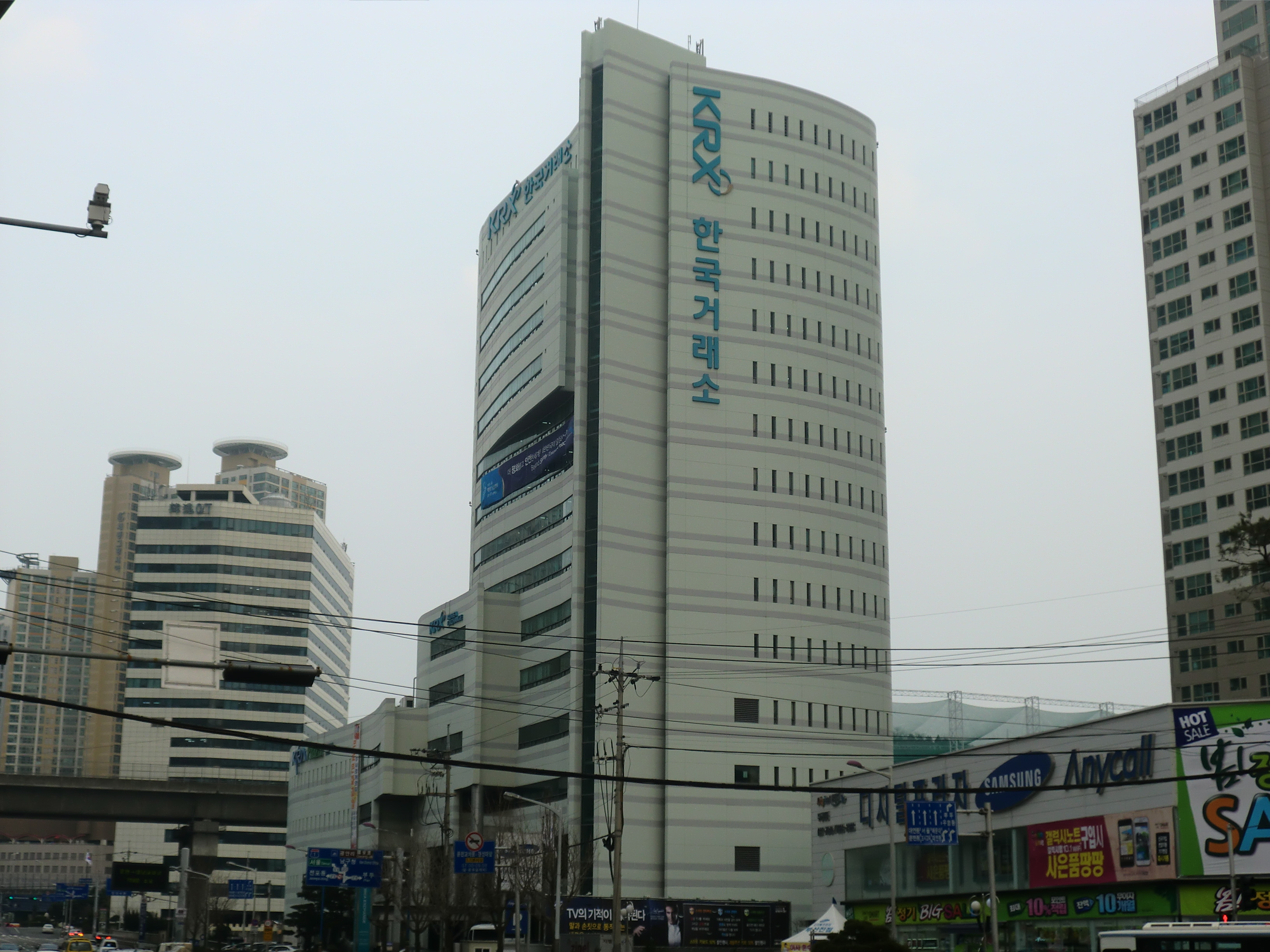
Giełda papierów wartościowych Korea Exchange w Pusan

Gospodarka Korei Południowej jest czwartą co do wielkości gospodarką w Azji i dwunastą na świecie. W 2022 roku produkt krajowy brutto na osobę wynosił 42 500 dolarów amerykańskich (USD). Gospodarka Korei Południowej opiera się przede wszystkim na telekomunikacji, przemyśle samochodowym, chemicznym, stoczniowym i stalowym. W prowadzonym przez The Wall Street Journal i Heritage Foundation Wskaźniku wolności gospodarczej w 2023 roku Korea Południowa zajęła 15. miejsce (5. miejsce wśród państw azjatyckich) i kwalifikowała się jako kraj w zasadzie wolny. Gospodarka Korei Południowej boryka się że starzejącą się populacją i niską wydajnością pracowników. Bardzo ważną rolę odgrywają czebole – południowokoreańskie koncerny będące pod kontrolą państwa. Ważniejsze koncerny to: Samsung i Hyundai.
W latach 30. XX wieku Japończycy rozpoczęli budowę elektrowni, cementowni i zakładów włókienniczych w Korei, stanowiącej wówczas jej kolonię. 1930 roku 0,75% populacji Korei stanowili robotnicy przemysłowi. W 1940 roku wartość produkcji przemysłowej była równa wartości produkcji rolnej. Podczas II wojny światowej Koreańczycy zdobywali doświadczenie w zakładach budowanych na terenach okupowanych przez Japonię. Pomimo inwestycji Korea Południowa była krajem ubogim, osłabionym przez długoletnią okupację japońską i wojnę koreańską.
W 1960 roku PKB na osobę wynosiło ok. 80 USD, podczas gdy w Ghanie wynosiło 200 USD, a w Argentynie 3,7 tys. USD. W tym samym okresie eksport rósł średnio o 8,9%. W latach 60. XX w. PKB na osobę nie przekraczało 25% średniego poziomu na świecie. Na początku XXI wieku wskaźnik ten był dwa razy większy od średniej wartości światowej. W latach 70. XX wieku na Zachodzie Korea Południowa, Tajwan, Singapur i Hongkong zaczęły być określane mianem azjatyckich tygrysów. W latach 1988–2022 realny produkt krajowy brutto wzrastał średnio o 4,9%. 
Cud gospodarczy w Korei Południowej (określany mianem cudu nad rzeką Han) był możliwy za sprawą skutecznej polityki gospodarczej, którą oparto głównie na aktywnej polityce proeksportowej. Autorem nowego modelu gospodarczego był prezydent Korei Południowej Park Chung-hee. Celem Park Chung-hee było przegonienie Korei Północnej, która w latach 60. była oficjalnie bogatsza od Korei Południowej. Polityk stawiał na gospodarkę centralnie planowaną, jednak zgadzał się na istnienie kontrolowanej przez państwo konkurencji wolnorynkowej. Aby wesprzeć eksport, Park Chung-hee zdewaluował won południowokoreański w celu obniżenia cen produktów koreańskich na rynkach światowych. Aby zmotywować zakłady przemysłowe do zwiększenia konkurencyjności, wielokrotnie obniżano cła ochronne.
Dochód z eksportu przeznaczono m.in. na sprowadzenie z zagranicy nowych technologii oraz dóbr przemysłowych, które następnie wykorzystywano do dalszego rozwoju przemysłu. Dzięki wzrostowi dochodów z eksportu południowokoreańscy przedsiębiorcy inwestowali w poprawę jakości swoich towarów oraz w wzrost produktywności. Bardzo dużą rolę w eksporcie południowokoreańskich towarów miało państwo, aktywnie biorące udział w wdrażanie strategii proeksportowej. W latach 1962–1976 władze Korei Południowej przeprowadziły trzy plany pięcioletnie, mające na celu modernizację gospodarki kraju. Na podstawie analiz rząd dokonywał wyboru produktów, które mogły konkurować na rynkach światowych. Firmy realizujące plan otrzymywały wsparcie w postaci zwolnień z cła importowego lub podatków, subsydiów i kredytów preferencyjnych. Gospodarka Korei Południowej nieznacznie wyhamowała w wyniku kryzysu gospodarczego pod koniec lat 70. i pod koniec lat 90., na skutek azjatyckiego kryzysu gospodarczego.
Duży udział na rozwój gospodarczy Korei Południowej było utrzymywanie przez wiele lat niskich płac. Protesty robotnicze były brutalnie tłumione przez policję i wojsko.
W 1997 roku doszło do załamania gospodarki. Recesja wiązała się z bankructwem wielu banków i firm przemysłowych. Nastąpił spadek wartości produktu krajowego brutto o 6%, wona południowokoreańskiego o ok. 40%. W celu ustabilizowania gospodarki i podtrzymania systemu finansowego Międzynarodowy Fundusz Walutowy udzielił Korei Południowej kredytu o wartości 57 mld USD.
W 1996 roku Korea Południowa przystąpiła do Organizacji Współpracy Gospodarczej i Rozwoju. W 2005 roku w Pusan założono giełdę papierów wartościowych Korea Exchange. Podczas globalnego kryzysu gospodarczego w latach 2007–2008 Korea Południowa utrzymała stabilną gospodarkę, w szczytowym momencie kryzysu odnotowała wzrost gospodarczy. Załamanie gospodarki nastąpiło w 2020 roku w wyniku globalnych skutków pandemii COVID-19 i spowolnienia gospodarki Chin, wynikającej z wojny handlowej pomiędzy Chinami a Stanami Zjednoczonymi. W 2019 roku wzrost gospodarczy wyniósł 2,2%, w 2020 roku spadł do -0,9%. W 2021 roku nastąpił wzrost o 4,1%. Po inwazji Rosji na Ukrainę w 2022 roku pojawiło się ryzyko wystąpienia stagflacji.
W 2021 roku bezrobocie wyniosło 3,53%. W 2020 roku dług publiczny wynosił 46,43% PKB. W 2021 roku dług wzrósł do 54,1%.

### Rolnictwo i rybołówstwo

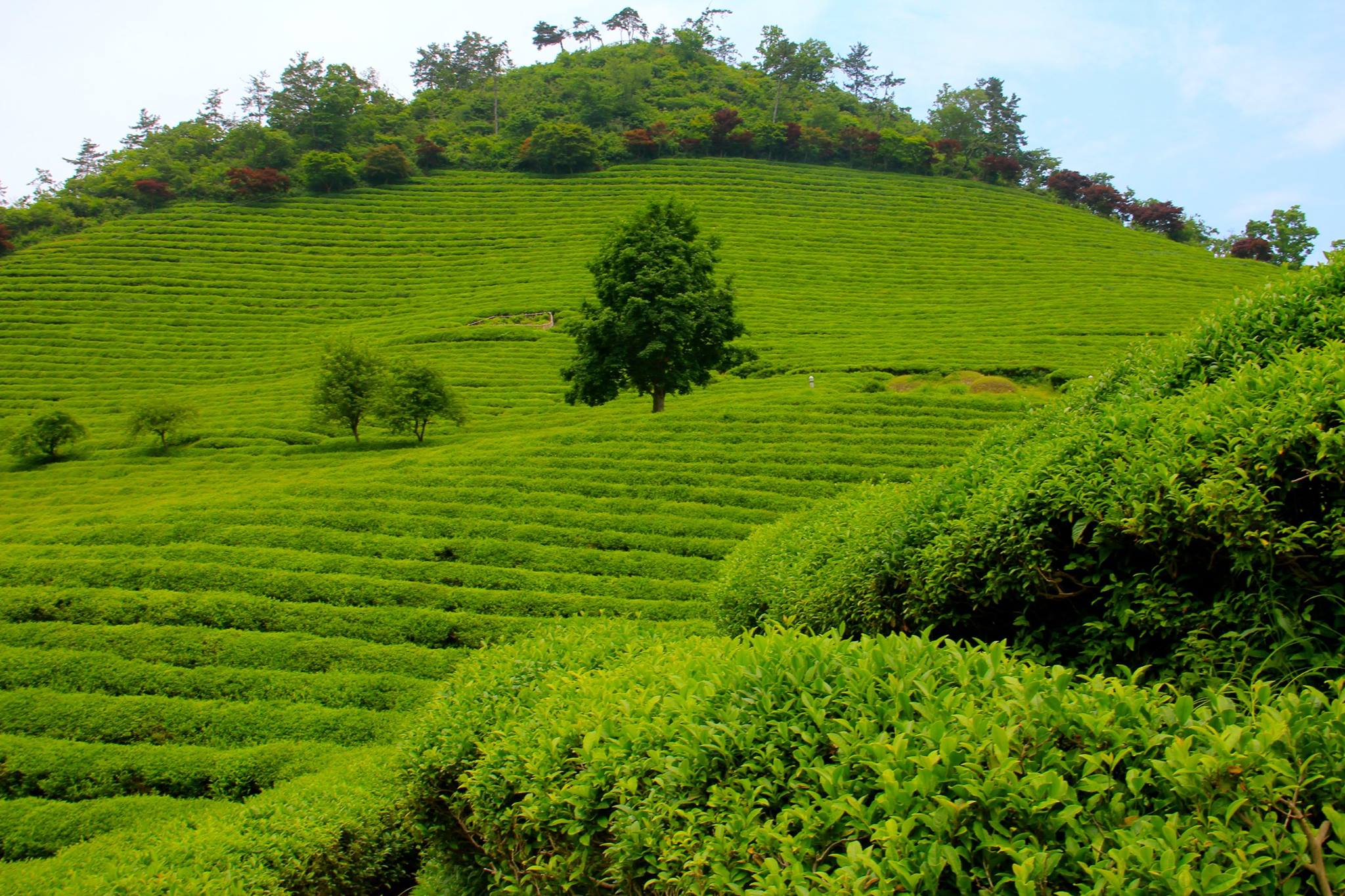
Plantacja herbaty w Jeolii Południowej

W 2017 roku rolnictwo wytwarzało 2,2% produktu krajowego brutto. W 2018 roku 18,1% powierzchni kraju stanowiły gruntu rolne. Udział rolnictwa w produkcie krajowego brutto systematycznie zmniejsza się za sprawą zmniejszania się liczby gospodarstw rolnych. Przez wiele lat rozwój rolnictwa był utrudniony za sprawą istnienia wielu niewielkich działek, uprawianych przez drobnych rolników. Rolnictwo w Korei Południowej boryka się ze spadkiem liczby mieszkańców i starzeniem się ludności wiejskiej, co przekłada się na zmniejszenie liczby rąk do pracy. Niedobory na rynku pracowniczym są jednak łagodzone dzięki zwiększeniu nacisku na mechanizację, specjalizację i komercjalizację rolnictwa.
Najważniejszą uprawą jest ryż. Ponadto uprawia się owoce (mandarynki i inne owoce cytrusowe, gruszki, truskawki, persymony), warzywa (głównie kapustę) i kwiaty. Wymienione produkty są eksportowane. Uprawy jęczmienia, pszenicy, ziemniaków i soi nie zaspokajają potrzeb krajowych. Uprawia się również rzodkiewki, cebulę, czosnek, sorgo, na potrzeby przemysłu kosmetycznego i farmaceutycznego również żeń-szeń. Na południu kraju są niewielkie uprawy herbaty.
Hoduje się świnię w celu pozyskania z nich wieprzowiny i krowy w celu pozyskania z nich mleka i wołowiny. Liczba gospodarstw hodowlanych spadła w okresie od 1990 do początku XXI wieku, pomimo wzrostu zapotrzebowania na mięso i produkty mleczne.
Korea Południowa jest jednym z największych na świecie eksporterów ryb głębinowych. Dobrze rozwinięte jest też rybołówstwo przybrzeżne i akwakultura śródlądowa.

### Surowce naturalne i energetyka

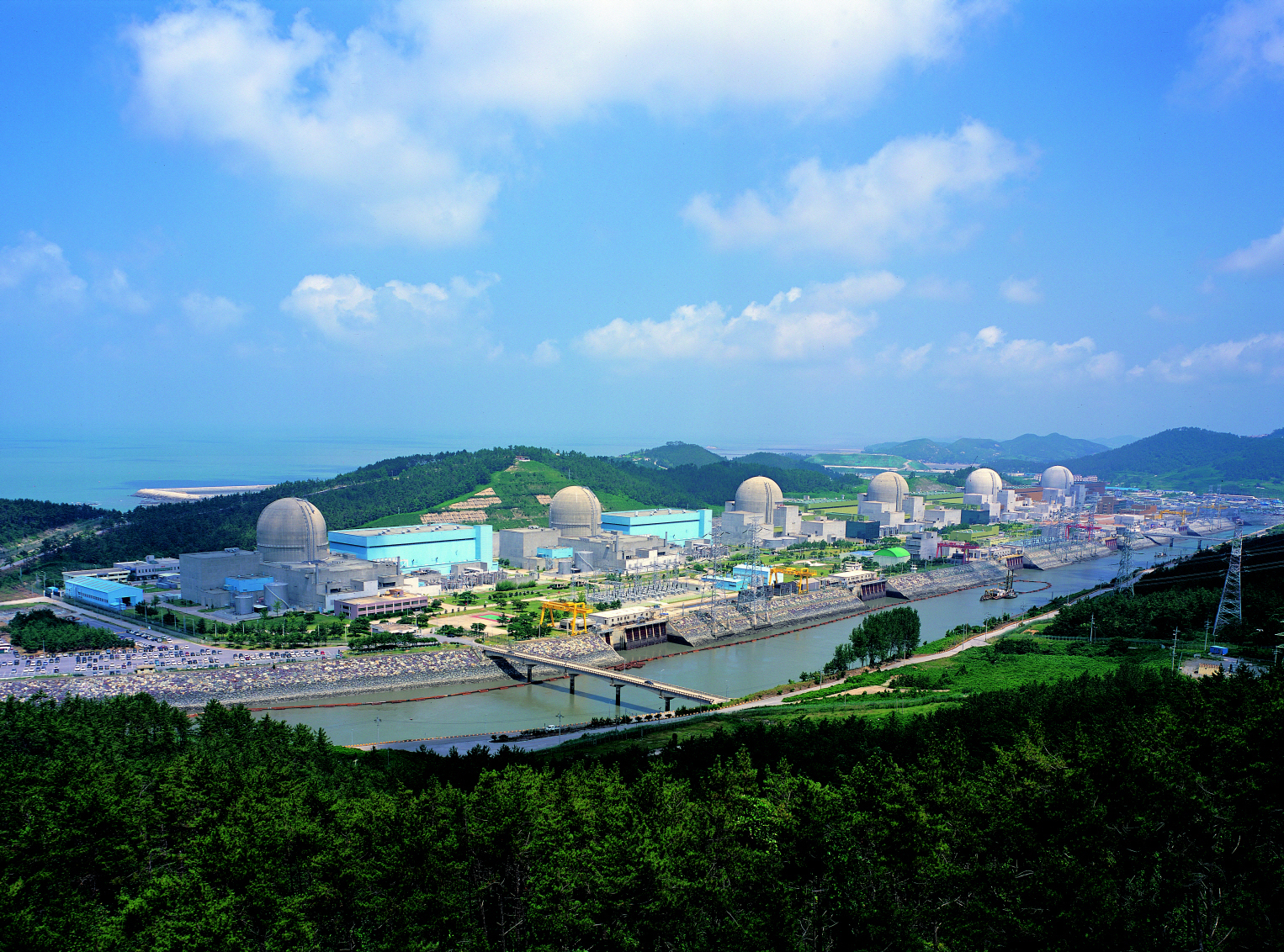
Elektrownia jądrowa Hanbit

Zasoby naturalne Korei Południowej są niewielkie. Wydobywa się antracyt (w Górach Wschodniokoreańskich), rudy żelaza, grafit, srebro, złoto, ołów, wolfram, cynk. Złoża grafitu i wolframu należą do największych na świecie. Ropa naftowa jest importowana.
W 2020 roku 64,8% energii elektrycznej produkowano poprzez spalanie paliw kopalnych (węgla, ropy naftowej, gazy). 27,7% energii pochodziło z elektrowni jądrowych, 3,3% z ogniw słonecznych, 1,3% z elektrowni wodnych, 0,6% z turbin wiatrowych. 1,7% energii pozyskiwano z biomasy i odpadów, 0,7% z przypływów i fal.  Coraz większe znaczenie odgrywa produkcja energii jądrowej. W 2023 roku działało 25 reaktorów jądrowych, trzy znajdowały się w budowie.

### Przemysł

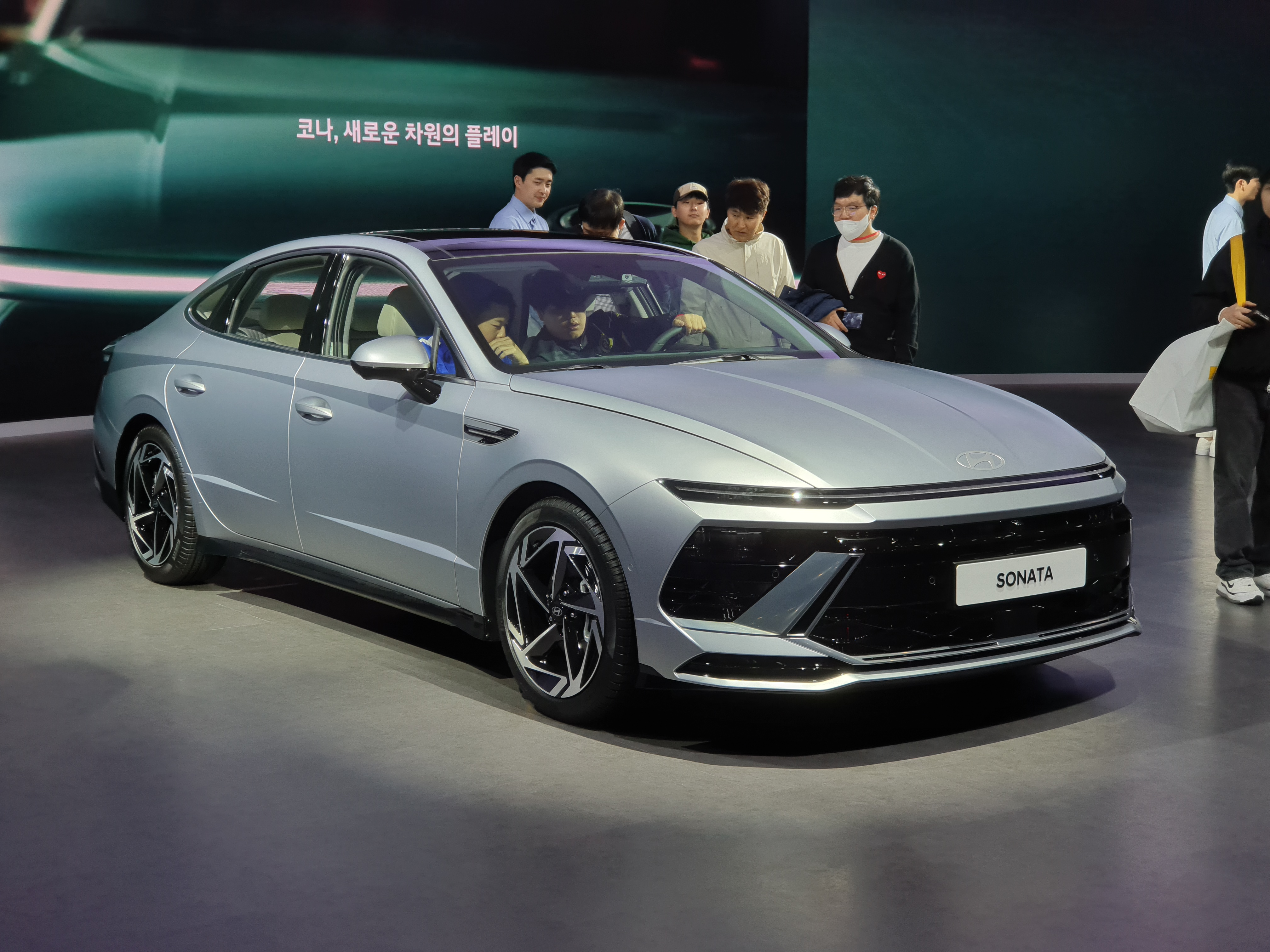
Samochód wyprodukowany przez Hyundai

W 2017 roku przemysł wytwarzał 39,3% produktu krajowego brutto. W Korei Południowej rozwinął się przemysł: chemiczny, metalurgiczny, maszynowy, stoczniowy, motoryzacyjny, elektroniczny, usługowy. Większość produkcji przemysłowej jest skoncentrowana na Seulu i jej okolicach. Przemysł ciężki jest rozwinięty na południowym wschodzie. Produkcja komputerów, półprzewodników, odbiorników radiowych i telewizyjnych, sprzętu telekomunikacyjnego i gospodarstwa domowego w dużym stopniu opiera się na licencjach japońskich i amerykańskich. Korea Południowa jest największym na świecie producentem półprzewodników.
W 1962 roku rozpoczęto budowę gigantycznego kombinatu stalowego. Inwestycję tę krytykowali amerykańscy eksperci i Bank Światowy argumentując, że zakład będzie nierentowny. Wbrew krytyce dzięki eksportowi kombinat przynosił zyski. Pod koniec lat 60. rozpoczęto rozwój przemysłu chemicznego. W latach 70. rozwinięto hutnictwo, przemysł rafineryjny i petrochemiczny. Wybudowano huty żelaza w Pjongczangu, Gwangju, Suncheonie, rafinerie ropy naftowej w Ulsan, Inczon i Yeosu.

### Finanse
Walutą Korei Południowej jest won południowokoreański. Walutę emituje Bank of Korea. Na początku lat 60. banki zostały upaństwowione. Większość z nich sprywatyzowano na początku lat 90. W 2019 roku inflacja wyniosła 0,38%, w 2020 roku 0,54%. W 2021 roku wzrosła do 2,5%.

### Handel
Korea Południowa zazwyczaj odnotowuje dodatnie saldo w handlu rocznym. Kraj eksportuje głównie: maszyny, elektronikę, sprzęt transportowy, odzież i obuwie. Importuje się głównie maszyny, rudy metali i złom, paliwa mineralne. Głównymi partnerami handlowymi Korei Południowej są: Chiny, Stany Zjednoczone, Japonia, Australia, Arabia Saudyjska, Wietnam, Hongkong, Tajwan, inne państwa Bliskiego Wschodu, Azji Wschodniej i Azji Południowo-Wschodniej.

### Usługi
Około dwie trzecie siły roboczej pracuje w sektorze usług. W 2017 roku usługi wytwarzały 58,3% produktu krajowego brutto.
Większość turystów zagranicznych pochodzi z Chin, Japonii i Stanów Zjednoczonych. Turyści odwiedzają głównie miejska kultu religijnego i zabytkowe pałace. Rozwój turystyki nastąpił w latach 80. XX wieku. Do jego rozwoju znacznie przyczyniły się Letnie Igrzyska Olimpijskie 1988 w Seulu oraz organizowane z Japonią Mistrzostwa Świata w Piłce Nożnej 2002.
Bardzo dużą popularnością na świecie cieszy się kultura popularna Korei Południowej, taka jak: muzyka, filmy i seriale telewizyjne.

### Transport
Sieć drogowa Korei Południowej w 2016 roku liczyła 100 428 km, z czego 92 795 km dróg było utwardzonych. W latach 60. rozpoczęto budowę nowej sieci transportowej. Powstała sieć autostrad łącząca większe miasta. Całkowita długość dróg szybkiego ruchu wynosi 4 193 km. Pierwszą autostradę (łączącą Seul z Inczon) oddano do użytku w 1968 roku. Budowa dróg nie nadąża jednak ze wzrostem liczby pojazdów silnikowych. Dobrze rozwinięta jest sieć transportu autobusowego.
Większość linii kolejowych należy do rządu. Do 1960 roku kolej stanowiła główny środek transportu. Większość linii kolejowych jest zelektryfikowanych. W latach 1992–2004 wybudowano kolej dużych prędkości na trasie Seul-Pusan. Całkowita długość linii kolejowych w 2016 wynosiła 3 979 km.
Rozwój handlu przyczynił się do rozbudowy portów. W Pusan mieści się jeden z największych terminali kontenerowych na świecie. W państwie znajduje się 111 lotnisk.

## Siły zbrojne
Według rankingu Global Firepower (2020) południowokoreańskie siły zbrojne stanowią 6. siłę militarną na świecie, z rocznym budżetem na cele obronne w wysokości 33,7 mld dolarów (USD). Armia liczy 600 tys. żołnierzy zawodowych. Rezerwy wojskowe wynoszą 3,1 mln osób.

## Polityka społeczna
Realizowana przez rząd polityka społeczna obejmuje swym zakresem zabezpieczenie społeczne, ochronę zdrowia i politykę oświatową. Pomoc społeczna dla inwalidów wojennych, ludzi starych, wdów, sierot oraz programy przygotowania zawodowego kobiet i opieki nad młodocianymi przestępcami są finansowane z budżetu państwa.

### Opieka zdrowotna
Systemem ubezpieczeń zdrowotnych i od wypadków przy pracy jest objęte 24% całej populacji i 26% ludności zawodowo czynnej.

### Polityka oświatowa
Obowiązkiem szkolnym są objęte dzieci w wieku 6–15 lat. Obecnie w Korei, nauka w 6-letnich szkołach podstawowych i 3-letnich gimnazjach jest bezpłatna. Szkoła średnia jest 2-stopniowa i składa się z 2–3-letnich cyklów.

## Nauka
Najwyższą instytucją naukową w Korei Południowej jest Narodowa Akademia Nauk w Seulu (założona w 1954), wzorowana na Narodowej Akademii Nauk Stanów Zjednoczonych. W ramach Akademii działa Krajowa Rada Badań Naukowych, spełniająca funkcje opiniodawcze i programujące dla rządu w dziedzinie badań naukowych podstawowych i funkcję koordynującą działalność szkolnictwa wyższego. Poza Akademią pozostaje 10 wielkich centrów i instytutów naukowo-badawczych, prowadzących badania stosowane i rozwojowe, finansowanych w ponad 80% przez przemysł. W Korei Południowej istnieją 23 uniwersytety, z których największe są w Seulu (państwowy – założony w 1946 i prywatny – założony w 1897) oraz w Pusan (założony w 1946). Ponadto działa wiele wyższych szkół zawodowych.

## Szkolnictwo
Korea Południowa ma jeden z najlepszych, według studiów PISA, systemów edukacji na świecie. Jest także jednym z państw, które przeznacza największe średnie kwoty na głowę ucznia i studenta.

## Emisja gazów cieplarnianych
Emisja równoważnika dwutlenku węgla z Korei Południowej wyniosła w 1990 roku 320,6 Mt, z czego 270,5 Mt stanowił dwutlenek węgla. W przeliczeniu na mieszkańca emisja wyniosła wówczas 6,301 t dwutlenku węgla, a w przeliczeniu na 1000 dolarów PKB 542 kg. Od tego czasu emisje rosły praktycznie nieprzerwanie (nieznaczny jednorazowy spadek nastąpił w 1998). W związku z tym Korea Południowa należy do państw z jednym z najbardziej zauważalnych wzrostów emisji gazów cieplarnianych pod koniec drugiej dekady XXI w. Głównym źródłem emisji cały czas była energetyka, a z czasem jej procentowy udział w całej emisji rośnie. W 2018 emisja dwutlenku węgla pochodzenia kopalnego wyniosła 695,357 Mt, a w przeliczeniu na mieszkańca 13,59 t i w przeliczeniu na 1000 dolarów PKB 366 kg. Jest to 1,8% światowych emisji i  stawia to państwo na ósmym miejscu wśród emitentów (przy wspólnym liczeniu emisji z Unii Europejskiej). Udział innych gazów cieplarnianych niż dwutlenek węgla jest dość mały.